# Братья Карамазовы (группа)
«Братья Карамазовы» — украинская рок-группа. Образована в 1990 году в городе Днепропетровск. Имя группе было подарено Юрием Шевчуком, который поддерживает с музыкантами добрые отношения по сей день.
Самые известные песни — «Маленькая стая» и «Целая жизнь». Новым гимном стала песня «Добрых Дорог» из одноимённого альбома.
В 2008 году лидер группы Олег Карамазов при поддержке Русской православной церкви выступил инициатором грандиозного рок-тура по 24 городам Украины, посвящённого 1020-летию Крещения Руси.
В туре приняли участие группы «DDT», «Братья Карамазовы», «С.К.А.Й.» и известный богослов Андрей Кураев.
В 2009 году Олег Карамазов и Юрий Шевчук создают общественное движение МИР. В рамках этого проекта планируется большая благотворительная деятельность, концерты и телепроект.
В 2013 году так же при поддержке РПЦ состоялся рок-тур, посвящённый 1025-летию Крещения Руси, при участии групп «С.К.А.Й.», «Братья Карамазовы», «Алиса», «Ю-Питер» и «Кубанского казачьего хора».

## Дискография
- 1991 — «Время»
- 1995 — «Семь худших песен разных лет»
- 1997 — «Ледокол Киев»
- 1998 — «Солнце догонит тебя» (Сингл)
- 1999 — «2 UP SAE»
- 2000 — «Братья Карамазовы и Друзья»
- 2003 — «Избранное»
- 2005 — «Юбилейный» (при участии ДДТ, Воскресение, Древо, Кобза)
- 2005 — «В мире животных. Часть І. Бельмондо»
- 2008 — «Целая жизнь» (совместный альбом с группой ДДТ)
- 2008 — «dobрыхdорог. В мире животных. Часть II» [1]

## Состав
- Олег Карамазов (псевдоним)[2]
- Гоша Карамазов (псевдоним)[2]
- Артём Махмудов — ударные
- Михаил Алексеев — гитара

## Видео

### Группы
- 1993 — «Давай» (live)
- 2000 — «2UPsae»
- 2005 — «Родина» (с Юрием Шевчуком)
- 2007 — «Юбилейный» при участии групп ДДТ, Воскресение, Древо, Кобза
- 2008 — «Добрых дорог» концерт в театре русской драмы им. Леси Украинки
- 2008 — «Космос мёртв» (видеоклип)
- 2008 — «В облаках»
- 2010 — «Маленькая стая»
- 2010 — «Ледокол Киев»
- 2011 — «Добрых дорог»
- 2011 — «Ток и ветер»

### Связанные
- 2020 — «Хемингуэй» (Alex Pilips и «Братья КарамазовА»)